# Georgios Babiniotis

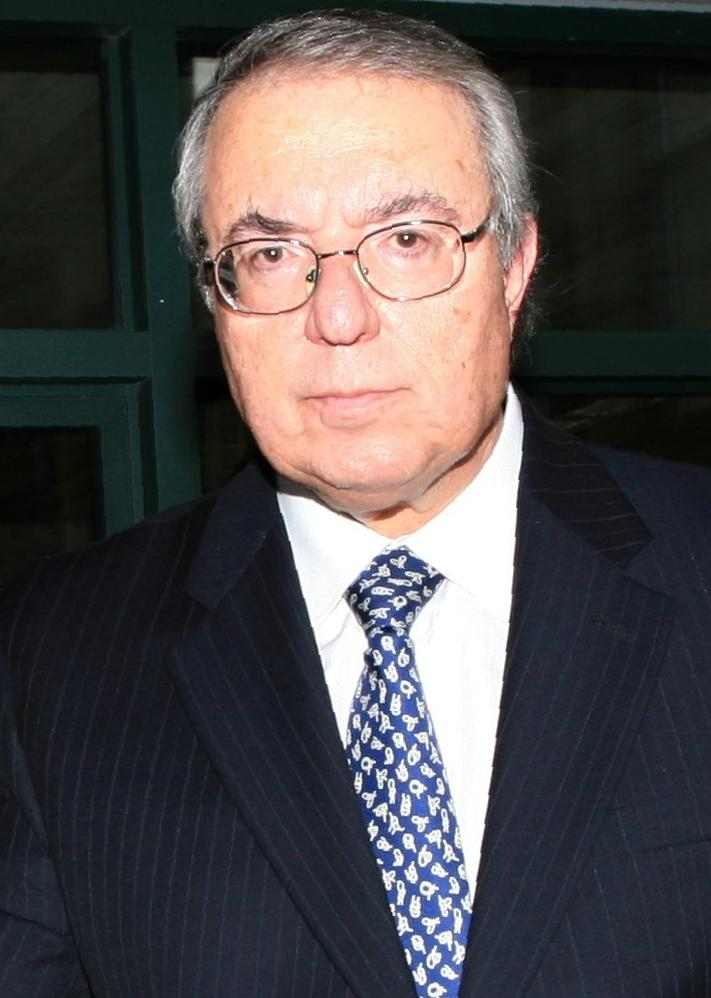
Georgios Babiniotis, 2007

Georgios Babiniotis (griechisch Γεώργιος Μπαμπινιώτης, * 6. Januar 1939 in Athen) ist ein griechischer Sprachwissenschaftler, Philologe und Lexikograph. Bekannt ist er vor allem für sein 1998 erschienenes Lexikon der neugriechischen Sprache (Λεξικό της νέας ελληνικής γλώσσας).

## Leben
Nach dem Schulabschluss am 9. Jungengymnasium von Athen studierte Babiniotis Philologie an der Philosophischen Fakultät der Universität Athen. Das Studium schloss er 1962 mit dem Diplom (πτυχίο) ab. Während des ganzen Studiums wurde er durch die Staatliche Stipendienstiftung (Ίδρυμα Κρατικών Υποτροφιών) gefördert. 1969 wurde er ebenfalls an der Universität Athen promoviert. Von 1969 bis 1971 betrieb er mit Stipendien des DAAD und der Alexander-von-Humboldt-Stiftung postdoktorale Studien an der Universität zu Köln in Sprachwissenschaft. Er spezialisierte sich dort in Sprachtheorie und aktuellen Methoden der Sprachanalyse.
Nach verschiedenen Anstellungen an der Universität Athen wurde er dort 1973 im Alter von 34 Jahren zum Ordentlichen Professor für Sprachwissenschaft ernannt, eine Stellung, die er bis zu seiner Emeritierung 2006 innehatte. 1991 wurde er Leiter der Abteilung Philologie (Πρόεδρος τού Τμήματος Φιλολογίας τού Πανεπιστημίου Αθηνών), später Dekan der Philosophischen Fakultät (Κοσμήτωρ τής Φιλοσοφικής Σχολής τού Πανεπιστημίου Αθηνών); von 2000 bis 2006 war er Rektor (Πρύτανης) der Universität Athen. 1991 hatte er eine Gastprofessur an der Universität Warschau inne.
Er ist ordentliches Mitglied des Comité International Permanent des Linguistes/Permanent International Committee of Linguists (CIPL) und der Societas Linguistica Europaea sowie der Europäischen Akademie der Wissenschaften und Künste.
Er ist außerdem Präsident der Fördergesellschaft der Arsakia-Tositsia Schulen (Φιλεκπαιδευτική Εταιρεία Αρσακείων-Τοσιτσείων Σχολείων), Präsident des Management-Rats der Stiftung für Griechische Kultur (Ίδρυμα Ελληνικού Πολιτισμού) und Präsident der Athener Sprachwissenschaftlichen Gesellschaft (Γλωσσική Εταιρεία των Αθηνών). Im Jahr 2009 war er Manager des Rats für primäre und sekundäre Bildung (Συμβούλιο Πρωτοβάθμιας και Δευτεροβάθμιας Εκπαίδευσης). Er leitet das Zentrum für Lexikologie (Κέντρο Λεξικολογίας), welches seine Wörterbücher und weitere Schriften zur griechischen Sprache herausgibt.
Babiniotis engagiert sich auch in der Reform des griechischen Bildungssystems und war vom 7. März bis zum 17. Mai 2012 Minister für Bildung und religiöse Angelegenheiten in der Übergangsregierung des parteilosen Loukas Papadimos.
Er schreibt regelmäßig für die Zeitung To Vima (Το Βἠμα) und war regelmäßig wissenschaftlicher Berater für Sendungen des griechischen Fernsehens.

## Auszeichnungen (Auswahl)
- Ehrendoktorat der Universität Melbourne
- Ehrendoktorat der Universität Montreal
- Herder-Preis 2002

## Schriften (Auswahl)

### Monographien
- Συνοπτική ιστορία τής ελληνικής γλώσσας: Με εισαγωγή στην ιστορικοσυγκριτική γλωσσολογία (Νέα έκδοση). Athen 2017. („Synoptische Geschichte der griechischen Sprache. Mit einer Einführung in die historisch-vergleichende Sprachwissenschaft“)
- Θεωρητική γλωσσολογία: Εισαγωγή στη σύγχρονη γλωσσολογία. 2. Auflage, Athen 1998. („Theoretische Sprachwissenschaft: Einführung in die zeitgenössische Sprachwissenschaft“)
- Γλωσσολογία και λογοτεχνία: Από την τεχνική στην τέχνη τού λόγου. 2. Auflage, Athen 1991. („Sprachwissenschaft und Literatur: Von der Technik zur Techne des Wortes“)
- Γλωσσολογικές σχολές, ευρωπαϊκός και αμερικανικός δομισμός. Athen 1985. („Sprachwissenschaftliche Schulen: Europäischer und amerikanischer Strukturalismus“)
- Εισαγωγή στη σημασιολογία. Athen 1985. („Einführung in die Semasiologie“)
- Ιστορική γραμματική τής αρχαίας ελληνικής γλώσσας: Φωνολογία. Athen 1985. („Historische Grammatik der altgriechischen Sprache: Phonologie“)

### Wörterbücher
- Λεξικό της νέας ελληνικής γλώσσας. Athen 1998, 2. Auflage 2002, 3. Auflage 2008, 4. Auflage 2012, 5. Auflage 2019. („Wörterbuch der neugriechischen Sprache“)
- Λεξικό για το σχολείο και το γραφείο. Athen 2004. („Wörterbuch für die Schule und das Büro“)
- Μικρό λεξικό της νέας ελληνικής γλώσσας. Athen 2006. („Kleines Wörterbuch der neugriechischen Sprache“)
- Ορθογραφικό λεξικό της νέας ελληνικής γλώσσας. Athen 2008. („Orthographisches Wörterbuch der neugriechischen Sprache“)
- Ετυμολογικό λεξικό της νέας ελληνικής γλώσσας. Athen 2009. („Etymologisches Wörterbuch der neugriechischen Sprache“)
- Λεξικό των δυσκολιών και των Λαθών στη χρήση της Ελληνικής. Athen 2014. („Wörterbuch der Schwierigkeiten und der Fehler im Gebrauch der griechischen Sprache“)

### Grammatik
- Γραμματική της νέας ελληνικής. Athen 1998. („Grammatik der neugriechischen Sprache“)